# Bukovac Perjasički
Bukovac Perjasički – wieś w Chorwacji, w żupanii karlowackiej, w mieście Slunj. W 2011 roku liczyła 3 mieszkańców.